# 约翰·D·胡克
约翰·D·胡克（英語：John Daggett Hooker，1838年—1911年）是一位美国钢铁企业家和业余天文学家，资助了威尔逊山天文台100英寸胡克望远镜的建设，该望远镜对20世纪观测天文学的发展起到了很大的促进作用。